# Ligne du Fréjus
La ligne du Fréjus est une ligne de chemin de fer italienne qui relie Turin à Bardonnèche et à la frontière entre la France et l'Italie, au centre du tunnel ferroviaire du Fréjus, où elle est prolongée par la ligne française de Culoz à Modane (frontière).
Elle relie Turin à la France et à Lyon par Modane et Culoz. C'est un axe majeur assurant la liaison entre la France et l'Italie aussi bien pour les voyageurs que pour les marchandises.

## Histoire
La section de Turin à Bussolin a été mise en service en 1854, intégralement en voie unique. Le reste de la ligne, de Bussolin à Modane, a ouvert en 1871 en voie unique de Bussolin à Salbertrand et en double voie au-delà de Salbertrand en direction de la France. Le tunnel ferroviaire du Fréjus a été construit à double voie afin de pouvoir l'utiliser y compris en cas d'incident ou de maintenance sur l'une des deux voies. La voie a été doublée de Turin Quadrivio Zappata à Collegno en 1908 puis de Collegno à Alpignano en 1911, d'Alpignano à Avigliana en 1912 et enfin jusqu'à Bussolin en 1915,.
Jusqu'à l'électrification de la ligne, les trains étaient tractés par des locomotives à vapeur. Le tunnel ferroviaire du Fréjus était équipé de systèmes de ventilation permettant d'évacuer les fumées et autres gaz toxiques vers l'entrée du tunnel côté Modane. Avec l'ouverture de la ligne de Brigue à Domodossola en 1906, la ligne du Fréjus est déchargée de la majeure partie de son trafic, notamment parce que cette nouvelle ligne permet d'éviter de recourir à la coûteuse et peu efficace traction à vapeur. Il est alors décidé d'électrifier en courant alternatif triphasé la ligne du Fréjus. Par souci d'uniformité avec les autres lignes ferroviaires de la région de Piémont, il est choisi d'électrifier la ligne en courant alternatif 3 600 V 16 2⁄3 Hz plutôt qu'en 10 000 V 50 Hz. L'électrification est d'abord mise en service de Salbertrand à Bardonnèche en 1912, puis de Salbertrand à Bussolin en 1913, et de Bardonnèche à Modane en 1915. L'énergie était fournie par une sous-station de traction située à Bardonnèche. Le 2 août 1919, l'antenne de Bussolin à Suse est mise sous tension avant le restant de la ligne de Bussolin à Turin le 26 novembre de l'année suivante. La ligne ferroviaire était alimentée par des sous-stations situées dans les gares de Bardonnèche, Oulx, Chiomonte, Bussolin et Avigliana, reliées au moyen de deux circuits triphasés primaires à 60 000 V 16 2⁄3 Hz. La traction triphasée offrait de bons résultats, permettant dans certains cas, notamment en rampe, d'obtenir des performances presque doublées par rapport à la traction à vapeur,.
En mai 1961, la ligne du Fréjus a été convertie au courant continu 3 000 V comme d'autres lignes ferroviaires de la région de Piémont. À cette période, le courant continu était considéré comme la technologie de traction électrique à privilégier pour les lignes ferroviaires. La caténaire a été reconstruite l'année suivante en remplaçant les poteaux soutenant la ligne aérienne de contact en utilisant une technologie à base de jambe de force inclinée et mas en treillis permettant une meilleure absorption du courant et des vitesses plus élevées.
Le tronçon de Bussolin à Salbertrand est resté en voie unique jusqu'en 1984, pénalisant durablement la capacité de la ligne. Un plan de doublement de cette section est lancé dès 1962. Les travaux ont été entamés dès 1967 en commençant par des travaux de modernisation des gares de Bussolin, Chiomonte et Salbertrand. Afin de contenir la rampe de la ligne, déjà importante sur la voie historique, il est décidé de construire la deuxième voie principalement en tunnel. Cette voie est empruntée par les trains montant vers Bardonnèche et offre des vitesses maximales de l'ordre de 100 à 120 km/h. Les travaux de doublement entre Salbertrand et Exilles ont été terminés en 1976, en 1980 pour la partie d'Exilles à Chiomonte et en 1984 pour la section de Chiomonte à Bussolin. Une fois la nouvelle ligne mise en service, l'ancienne voie de Bussolin à Salbertrand a été intégralement reconstruite. Ces derniers travaux ont duré 15 mois. Par la suite, la signalisation a été modernisée avec la mise en place d'un block automatique. La caténaire du tunnel ferroviaire du Fréjus a été renouvelée dans les années 1990.

## Caractéristiques

### Tracé

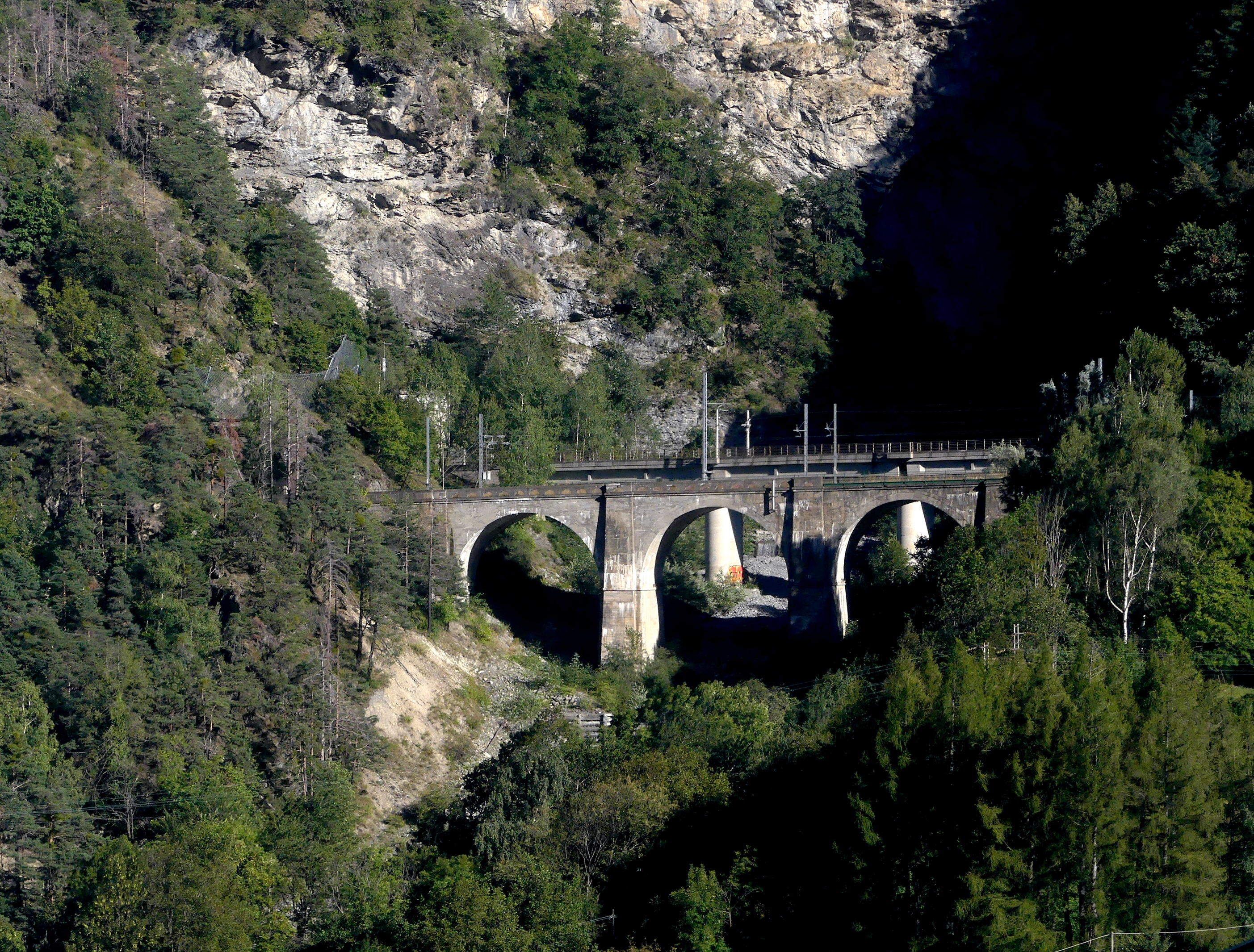
Ponts de la ligne près d'Exilles.

La première partie de la ligne, de Turin à Bussolin, présente un profil de plaine favorable. Les rampes ne dépassent jamais les 11 ‰ ce qui permet d'atteindre des vitesses élevées pouvant selon les trains atteindre environ 150 km/h. En un peu plus de 43 km, la ligne ne prend que 200 mètres d'altitude. À partir de Bussolin et de la bifurcation avec l'antenne de Suse, c'est une ligne à mauvais profil en raison de la nature des régions traversées. Les déclivités atteignent 26 ‰ dans le sens de la montée entre Bussolin et Salbertrand et 30 ‰ sur la majeure partie de la section sur la voie empruntée à la descente. L'inclinaison s'abaisse à environ 12 ‰ entre Salbertrand et la gare d'Oulx - Cesana - Claviere - Sestrières avant de reprendre à 20 ‰ puis 26 ‰ à partir de Beaulard. Une courte rampe à 30 ‰ est située en sortie de la gare de Bardonnèche pour atteindre l'entrée du tunnel ferroviaire du Fréjus. Dans ce tunnel, la ligne atteint l'altitude maximale d'environ 1 340 mètres d'altitude.
La ligne est équipée du block automatique.
La ligne est électrifiée en courant continu 3 000 V. Les voies de la gare de Modane étant quant à elles équipées en 1,5 kV, il existe une section de séparation 1,5/3 kV à la sortie de la gare, côté Turin, au PK236,467.

### Vitesses limites
Vitesses limites de la ligne en 1998 par catégories de trains et par sens de circulation entre Saint-Antonin-Vaye et la frontière franco-italienne :
| De                                    | À                                     | Limite (en montée) | Limite (en descente) |
| ------------------------------------- | ------------------------------------- | ------------------ | -------------------- |
| Saint-Antonin-Vaye                    | Borgogne                              | 155                | 155                  |
| Borgone                               | Bussolin                              | 150                | 150                  |
| Bussolin                              | Km 44,910                             | 115                | 95                   |
| Km 44,910                             | Salbertrand                           | 105                | 95                   |
| Salbertrand                           | Oulx - Cesana - Claviere - Sestrières | 105                | 105                  |
| Oulx - Cesana - Claviere - Sestrières | Beaulard                              | 100                | 100                  |
| Beaulard                              | Bardonnèche                           | 85                 | 85                   |
| Bardonnèche                           | Km 91,215                             | 110                | 85                   |